# John Bunyan
John Bunyan (Elstow, 28 novembre 1628 – Londra, 31 agosto 1688) è stato un predicatore, teologo e scrittore inglese.

## Biografia
Bunyan riceve poca istruzione formale (circa 2-4 anni). Segue suo padre nel mestiere di calderaio itinerante e poi viene arruolato nell'esercito parlamentare a Newport Pagnell dal 1644 al 1647. Nel 1649 sposa una giovane donna cristiana molto devota, Maria, la cui sola dote appare essere di due libri. Questi due libri - il Plain Man's Pathway di Arthur Dent e La pratica della pietà, del vescovo anglicano Lewis Bayly - diventano però determinanti nella nascita e sviluppo del suo stesso impegno cristiano. Vive ad Elstow fino al 1655, l'anno della morte della moglie, e poi si trasferisce a Bedford. Si risposa nel 1659.
Nella sua opera autobiografica, Grazia che abbonda al primo dei peccatori, Bunyan descrive se stesso come un giovane cresciuto nell'abbandono e in una vita morale riprensibile. Non risulta, però, che avesse vissuto una vita peggiore della maggior parte dei suoi coetanei proveniente dalla medesima condizione sociale. La lettura della Bibbia, però, gli fa prendere coscienza che una vita profana vissuta ignorando Dio e la sua legge, merita la più severa condanna divina. Il pensiero di aver commesso "il peccato imperdonabile" di cui parlano i vangeli lo opprime tanto da diventare ossessivo e da infondere in Bunyan una crisi spirituale che si risolverà soltanto quando ascolterà il messaggio dell'Evangelo annunciato da predicatori non conformisti, che criticavano i compromessi della Chiesa di Inghilterra. Persuaso dalla bontà di quel messaggio, viene accolto dalla Chiesa battista di Bedford dopo essersi sottoposto al battesimo per immersione nel fiume Ouse nel 1653. Nel 1655 diventa diacono della chiesa di S. Paolo a Bedford e comincia un ministero di predicazione che riscontra sin dall'inizio molto successo.
Una disputa che segnerà gran parte del suo ministero è quella con il movimento del Quaccherismo, contro il quale scrive molti saggi negli anni 1656-1657, in particolare Some Gospel Truths Opened. Lo stesso George Fox, ispiratore del movimento quacchero, entrerà in polemica diretta con il Bunyan.
Nel 1658 a Bunyan viene imposto di cessare la sua attività di predicatore in forza di un decreto regio che proibisce la predicazione a coloro che non ne sono espressamente autorizzati dalla Chiesa di Inghilterra. Contestando tale decreto Bunyan continua a predicare nonostante i numerosi ammonimenti. Così, nel novembre del 1660 viene arrestato e rinchiuso nel carcere di Silver Street a Bedford. Vi rimane prima confinato per tre mesi, ma persistendo a rifiutarsi di sottomettersi al decreto regio di desistere dalla predicazione, il suo confino viene esteso fino a coprire 12 anni (con l'eccezione di alcune settimane nel 1666). È durante quegli anni che concepisce e scrive il suo racconto allegorico Il Pellegrinaggio del Cristiano. Viene rilasciato nel gennaio del 1672, quando il re Carlo II pubblica la Dichiarazione di indulgenza religiosa.
In quel mese diventa pastore della chiesa di S. Paolo a Bedford. Nel marzo 1675 viene di nuovo imprigionato sotto l'accusa di predicare senza autorizzazione, avendo il re ritirato il suo decreto di indulgenza. È allora che rimane in una cella ricavata nel ponte di pietra sul fiume Ouse. Dopo sei mesi di carcere, a causa dell'immensa popolarità acquisita nel frattempo, viene rilasciato. Nel suo viaggio verso Londra dove accetta di recarsi per assumere una responsabilità pastorale, si ammala di una forte polmonite e muore in casa di un amico a Snow Hill il 31 agosto 1688. La sua tomba si trova ancora nel cimitero di Bunhill Fields a Londra.
Bunyan non solo diventa un popolare predicatore, ma anche uno scrittore prolifico, sebbene la maggior parte delle sue opere non siano che i suoi sermoni ampliati. Per quanto egli sia un predicatore battista, la sua teologia è essenzialmente puritana. Il ritratto di lui fatto dal suo amico Robert White lo rappresenta come un uomo dal carattere attraente, alto, con i capelli rossicci, naso prominente, bocca larga ed occhi scintillanti.
Non era propriamente uno studioso, ma la sua conoscenza della Bibbia inglese è stupefacente. È stato pure influenzato dal commentario all'Epistola ai Galati di Martin Lutero, nella sua traduzione inglese del 1575.
Poco tempo prima della sua liberazione finale dal carcere, Bunyan è coinvolto in una controversia con Kiffin, Danvers, Deune, Paul e altri. Nel 1673 pubblica le sue "Differences in Judgement about Water-Baptism no Bar to Communion" (Le differenze d'opinione sul battesimo d'acqua non sono un ostacolo alla comunione fraterna), in cui sostiene che: "La chiesa di Cristo non è autorizzata ad escludere dalla comunione dei fedeli quei cristiani che, dando evidenze di santità di condotta, camminano con Dio secondo la propria luce", cioè "con i quali potremmo essere in disaccordo su questioni come il battesimo". Sebbene egli ritenga che "il battesimo d'acqua è un'ordinanza divina", egli rifiuta di "farsene un idolo", come se avessimo giustificazione ad interrompere la comunione o a scomunicare come non veri cristiani coloro che al riguardo sono d'opinione diversa". Kiffin e Paul pubblicano al riguardo una risposta in: "Serious reflections" (Londra, 1673) in cui sostengono che non si debba ammettere alla Santa cena coloro che non siano stati battezzati regolarmente per immersione da adulti. Questa posizione riceve l'approvazione di Henry Danvers nel suo Treatise of Baptism (Trattato sul Battesimo), (Londra, 1673, o 1674). La controversia risulterà che i Battisti particolari (calvinisti) lasceranno aperta la questione della comunione con cristiani non battezzati in quel modo, la questione della comunione aperta. La chiesa di Bunyan ammetteva come membri di chiesa cristiani battezzati da bambini e diventerà eventualmente pedobattista (congregazionalista).

## Il pellegrinaggio del cristiano
Bunyan scrive Il pellegrinaggio del cristiano (The Pilgrim's Progress, anche tradotto come Il viaggio del pellegrino) in due parti, la prima delle quali è pubblicata a Londra nel 1678 e la seconda nel 1684. Aveva cominciato l'opera nel primo periodo della sua carcerazione e probabilmente la termina nel secondo. Le due parti in un solo volume sono pubblicate solo nel 1728. Una terza parte, falsamente attribuita a Bunyan, appare nel 1693 ed è ristampata solo nel 1852. Il titolo completo dell'opera è The Pilgrim's Progress from This World to That Which Is to Come ("Il viaggio del pellegrino da questo mondo a quello venturo").
Il pellegrinaggio del cristiano è forse la più vasta allegoria mai pubblicata al mondo e certamente pure la più tradotta. I missionari protestanti comunemente la rendono disponibile nelle più svariate lingue subito dopo aver tradotto la Bibbia. Pure conosciute sono due altre opere di successo di Bunyan: Vita e morte del signor Badman (The Life and Death of Mr. Badman, 1680), una biografia immaginaria, e La guerra santa (1682), un'allegoria. Un terzo libro che può considerarsi un esempio classico di autobiografia spirituale, è Grazia che abbonda al maggior peccatore (1666), simile alle Confessioni di sant'Agostino. La motivazione ultima di Bunyan è chiaramente l'esaltazione del concetto cristiano di grazia e quello di confortare chi sta vivendo esperienze simili alle sue.
Le opere citate sono apparse in numerose edizioni, incluse in lingua italiana.
Ralph Vaughan Williams ha composto un'opera sinfonica basata sul Pellegrinaggio del cristiano.

## Citazioni letterarie
Nella sua celebre raccolta di testi, Manuale del guerriero della luce, Paulo Coelho cita un brano di Bunyan: "Benché abbia passato tutto quello che ho passato, non mi pento dei problemi che mi sono creato, perché mi hanno portato dove desideravo arrivare (...) Porto con me i segni e le cicatrici dei combattimenti: sono le testimonianze di ciò che ho vissuto e le ricompense per quello che ho conquistato" (Milano, Edizioni Assaggi Bompiani, 1997, pag.35)

## Opere

### In originale
- Some Gospel Truths Opened, 1656
- A Few Sighs from Hell, or the Groans of a Damned Soul, 1658
- The Doctrine of the Law and Grace Unfolded, 1659
- Praying with the Spirit and with Understanding too, 1663
- The Holy City, or, The New Jerusalem, 1665
- The End of the World, The Resurrection of the Dead and Eternal Judgment, 1665
- Grace Abounding to the Chief of Sinners, 1666
- Reprobation Asserted, 1674
- Light for Them that Sit in Darkness, 1675
- Saved by Grace, 1675
- The Strait Gate, Great Difficulty of Going to Heaven, 1676
- Come and Welcome to Jesus Christ, 1678
- The Pilgrim's Progress, 1678
- A Treatise of the Fear of God, 1679
- The Life and Death of Mr Badman, 1680
- The Doom and Downfall of the Fruitless Professor, or, The Barren Fig Tree, 1682
- The Holy War – The Losing and Taking Again of the Town of Man-soul (The Holy War Made by Shaddai upon Diabolus, for the Regaining of the World), 1682
- The Greatness of the Soul and Unspeakableness of its Loss Thereof, 1683
- A Holy Life. The Beauty of Christianity, or, An Exhortation to Christians to Be Holy, 1684
- Seasonal Counsel, or, Suffering Saints in the Furnace. Advice to Persecuted Christians in Their Trials and Tribulations, 1684
- A Discourse Upon the Pharisee and the Publican, 1685
- Solomon's Temple Spiritualized, 1688
- The Water of Life, or, The Richness and Glory of the Gospel, 1688
- The Work of Jesus Christ as an Advocate, 1688
- The Jerusalem Sinner Saved, or, Good News for the Vilest of Men, 1691
- Christ a Complete Saviour (The Intercession of Christ And Who Are Privileged in It), 1692
- Of Antichrist and His Ruin, 1692
- The Acceptable Sacrifice, or, The Excellency of a Broken Heart, 1692
- The Saint's Knowledge of Christ's Love, or, The Unsearchable Riches of Christ, 1692
- Christ a Complete Saviour, or, The intercession of Christ, and Who Are Privileged in It, 1692
- The Heavenly Footman, 1698
- A Relation of My Imprisonment, 1765
- Mr. John Bunyan's Dying Sayings, 1861

### Traduzioni italiane
- Il pellegrinaggio del cristiano, trad. Stanislao Bianciardi, Genova, Cecchi, 1855; Firenze, Claudiana, 1863
- Grazia che abbonda al maggior peccatore, a cura di Alfonso Prandi e Marisa Castino, Fossano, Esperienze, 1970
- Il pellegrinaggio del cristiano, a cura di Edoardo Labanchi, Fondi, Uceb, 1981
- Il viaggio del pellegrino da questo mondo a quello venturo presentato in forma di sogno, trad. Adriana Schmidt Perrone, Torino, Gribaudi, 1985
- La guerra santa, trad. Antonio Morlino, a cura di Andrea Ferrari, Caltanissetta, Alfa & Omega, 2003